# Ichthyodes lineatopunctata
Ichthyodes lineatopunctata är en skalbaggsart som beskrevs av Stefan von Breuning 1959. Ichthyodes lineatopunctata ingår i släktet Ichthyodes och familjen långhorningar. Inga underarter finns listade i Catalogue of Life.